# Salsabil
 (décembre 2012).
Si vous disposez d'ouvrages ou d'articles de référence ou si vous connaissez des sites web de qualité traitant du thème abordé ici, merci de compléter l'article en donnant les références utiles à sa vérifiabilité et en les liant à la section « Notes et références ».
 Salsabil  est un quartier au centre de Téhéran.

## Étymologie

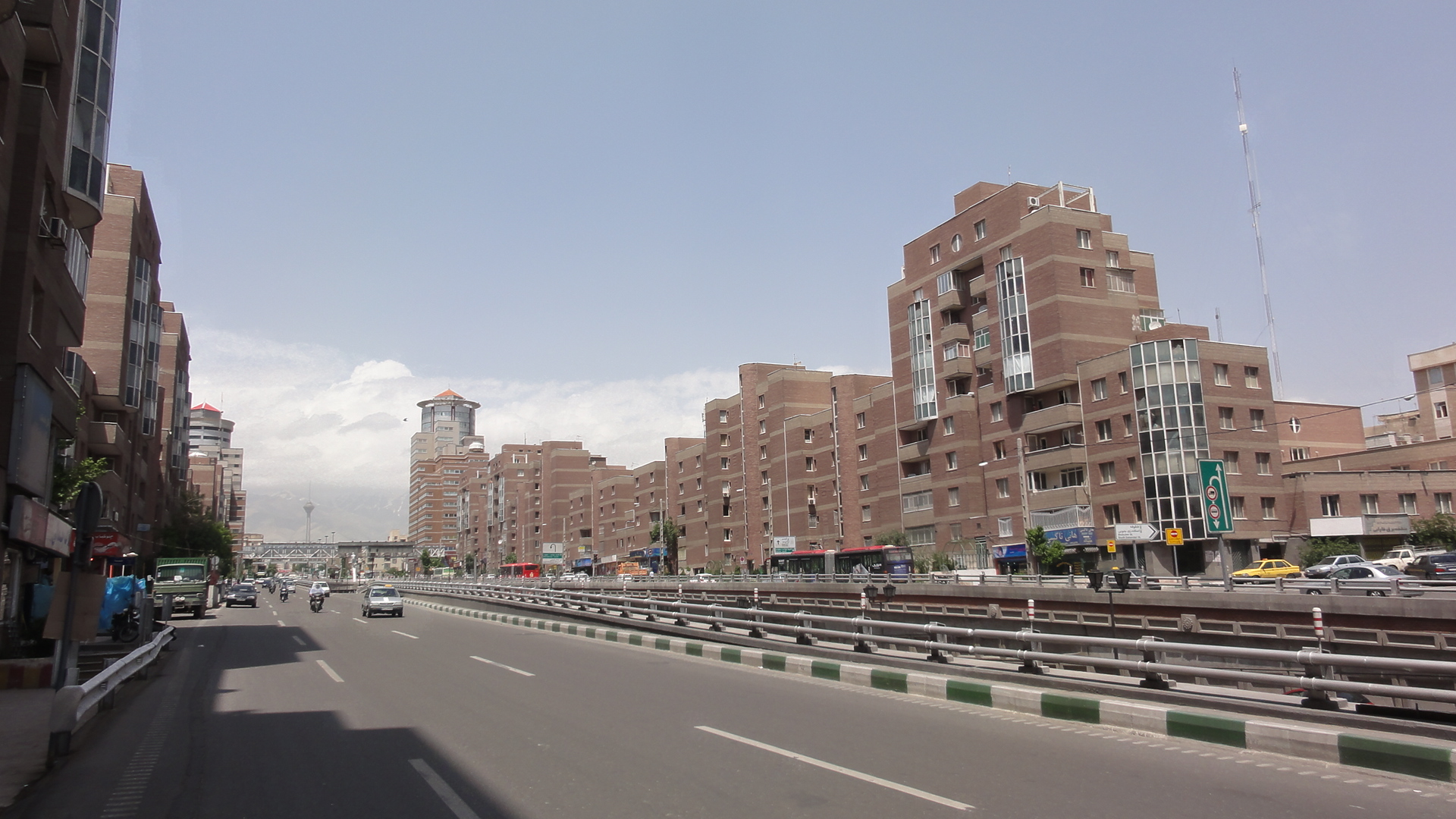

Nom (propre) d'une source d'eau du paradis cité dans le Coran, dans la sourate 76 appelée Al-Insan (l'homme) au verset 18 :
"puisé là-dedans à une source qui s'appelle Salsabil".